# Arthurius elysiae
Arthurius elysiae is een eenoogkreeftjessoort uit de familie van de Splanchnotrophidae. De wetenschappelijke naam van de soort is voor het eerst geldig gepubliceerd in 1990 door Jensen.